# Bataille de Montcornet
Seconde Guerre mondiale,
Bataille de France
Batailles
- Drôle de guerre
- Évacuation des civils de la ligne Maginot
- Mobilisation
- Offensive de la Sarre
- Baie de Heligoland
- Incident de Mechelen
- Plan Jaune
- Plan Dyle
- Luxembourg
- Ében-Émael
- Hannut

- Sedan
- Dinant
- Monthermé
- Givet
- La Horgne
- Gembloux
- Flavion
- Louvain
- Charleroi

- Stonne
- Montcornet
- La Sambre
- Arras

- L'Escaut
- Amiens
- La Lys
- Massacre de Vinkt
- Boulogne-sur-Mer
- Calais
- Poche de Lille
- Massacre du Paradis
- Abbeville
- Dunkerque
- Capitulation belge

- L'Aisne
- L'Ailette
- Opération Paula
- l’Exode
- Pont-de-l'Arche
- Opération Cycle
- Opération Ariel

- Les Alpes
- Vallon du Seuil
- Bombardement de Toulon
- Opération Vado
- La Loire
- Saumur
- La vallée du Rhône
- Bombardements de Marseille
- Menton (Pont-Saint-Louis)
- Combats aériens en Suisse
- Armistice du 22 juin

La bataille de Montcornet est un épisode de la Campagne de France lors de la Seconde Guerre mondiale qui s'est déroulé le 17 mai 1940 à Montcornet dans l'Aisne entre des unités de la Wehrmacht et de l'Armée française. C'est une des tentatives de contre-attaques de l'armée française, devenue célèbre parce qu'elle était commandée par le Colonel Charles de Gaulle (qui deviendra Général grâce à cette bataille) qui prend initialement plusieurs points stratégiques, se soldera par un repli, sur ordre, de la 4e division française cuirassée qui doit se retirer avec 23 chars détruits sur les 85 chars initial de l'engagement, tandis que la 10e Panzerdivision poursuit son avancée sans aucune perte matérielle mais de lourd perte humaine.

## Contexte historique

Carte de l'avancée allemande du 10 mai- 1940- au 16 mai 1940.

Le 10 mai 1940, le Troisième Reich lance une grande offensive sur les Pays-Bas, la Belgique, le Luxembourg et la France dans ce qui sera appelé la bataille de France. Après la percée de Sedan le 13 mai, les troupes françaises sont en pleine débâcle. 
Le colonel Charles de Gaulle qui avait été désigné, le 26 avril pour commander, par intérim, la nouvelle 4e division cuirassée, reçoit l'ordre d'en prendre le commandement le 11 mai et rassemble, à partir du 14 mai, les unités dispersées entre la Normandie, la Champagne, le Loiret et les Vosges. Cette unité est tout juste en cours de formation (environ 5 000 hommes, 88 chars qui ne sont pas équipés de radios), elle est incomplète, elle manque d'appuis aériens, de batteries antichars et antiaériennes, de moyens de communication, de transports de troupe et de carburant, de munitions et son armement est incomplet. 
La mission confiée à de Gaulle, le 15 mai, par le général Doumenc, est de « barrer la route de Paris en établissant un front défensif sur l'Aisne et l'Ailette », afin de permettre à la 6e armée du général Touchon de s'y déployer.
Le 16 mai, les éléments rapides du 3e régiment d'automitrailleuses de la 3e division légère de cavalerie sont déployés face au nord-est autour de Dizy-le-Gros et le long de la Serre dont les ponts de Montcornet et Rozoy-sur-Serre sont déjà tenus par les Allemands. Vers 16 h, une centaine de chars allemands arrivent à Dizy-le-Gros du sud par la route de Reims et prennent à revers le 3e RAM. Après un combat sans armes lourdes, les survivants des trois escadrons engagés se replient dans la nuit sur Sissonne.  
Avec la 4e DCR, de Gaulle décide d'exécuter une contre-attaque vers Montcornet, dans l'Aisne, le 17 mai. Ce village revêt une importance stratégique majeure (située sur l'axe routier entre Reims, Laon et Saint-Quentin et étant un point de passage pour la logistique allemande de la 1re Panzerdivision notamment).
Pour mener cette attaque, de Gaulle dispose de 14 chars moyens D2 de la 345e compagnie autonome de chars de combat du capitaine Idée et de 22 chars lourds B1 bis des compagnies 1 et 2 du 46e bataillon de chars de combat sur l'axe Liesse-Montcornet.
La manœuvre est couverte à l'est sur l'axe Sissonne-Lislet par des chars légers R35, 15 appartenant à la 2e compagnie du 2e bataillon de chars de combat et 34 au 24e bataillon de char de combat soit la totalité du bataillon à l'exception d'une section de la 3e compagnie.
Le 16 en fin d'après-midi, cette section de la 3e compagnie du 24e BCC établit l'avant-poste de la division au pont de Chivres où dans la soirée elle surprend et détruit une colonne de trois auto-mitrailleuses allemandes, puis deux side-cars.

## Déroulement de la bataille

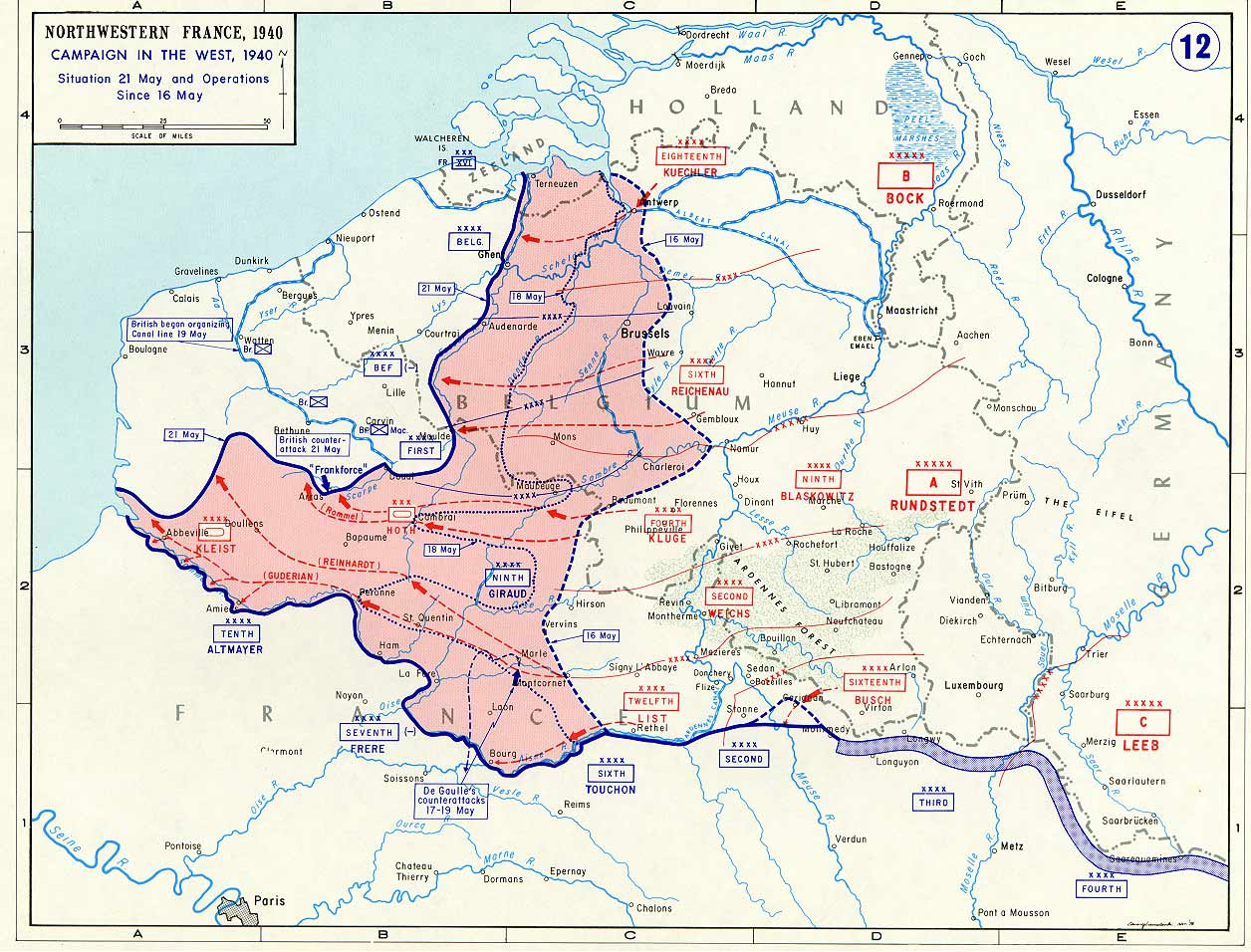
Carte de l'avancée allemande du 16 mai- 1940- au 21 mai 1940.

Le 17 mai, entre 4 h et 4 h 30, les éléments de la 4e division cuirassée se mettent en route. L'aile gauche part de la lisière du bois de Samoussy au sud-est de Gizy à 7 km en retrait du pont de Chivres, l'aile droite part de La Maison Bleue à 6 km en retrait de Sissonne.
La colonne de gauche avance lentement, les Allemands ayant miné la route dans une zone marécageuse près de Liesse. Six chars B1 bis sont embourbés. Au lever du jour, un convoi allemand fourvoyé débouche et se fait détruire devant les avant-postes français laissant sur le terrain une automitrailleuse, dix-huit camions, deux canons de 105 mm, vingt-trois morts et trente-trois prisonniers,. Des embuscades anti-chars sont dressées par les Allemands dans les villages traversés par la route obligeant les chars français à gaspiller leur carburant dans des manœuvres imprévues. Les éléments de pointe atteignent Clermont-les-Fermes, mais font demi-tour à 11 h pour rejoindre le reste de la colonne en attente de ravitaillement près de Bucy-lès-Pierrepont.
La colonne de droite de la division progresse rapidement par Sissonne, Sainte-Preuve, la ferme de Saint-Acquaire, La-Ville-aux-Bois avec pour objectifs les ponts de Lislet et de Montcornet. 
Après être entrés dans les villages et avoir atteint les ponts, vers midi, les chars R35 du 24e BCC sont pris à partie par des canons antichar Pak-37 à courte distance. Deux chars de la première compagnie sont détruits à Montcornet et deux chars de la deuxième compagnie à Lislet. Trois autres chars sont perdus durant les combats. Dans l'impossibilité de vaincre et pour éviter la panne d'essence, le bataillon se replie vers 15 h et se regroupe à Boncourt. La deuxième compagnie du 2e BCC qui assure le flanc droit de la division perd deux chars lors d'une contre-attaque blindée allemande.
À 15 h, le plein de carburant effectué, les chars D2 de la 345e CACC repartent en avant. Ils réduisent plusieurs poches de résistance à Clermont-les-Fermes et arrivent sur les hauteurs de Montcornet, d'où ils peuvent tirer sur les camions et motocyclistes allemands roulant sur les routes de Marle à Montcornet et de Montcornet à Lislet tout en repoussant les contre-attaques de quelques panzers allemands juste sortis de réparation.
À la même heure, l'infanterie du 4e bataillon de chasseurs portés est à pied d'œuvre pour nettoyer les poches de résistance à Chivres et le long du canal de la Souche.
C'est seulement à 16 h, les moyens de ravitaillement faisant défaut, que les B1 bis peuvent repartir. Au vu des événements, l'objectif n'est plus que d'effectuer un court bombardement sur Montcornet. Seuls dix chars sont disponibles. Débordant Clermont par la droite, et ne disposant pas de carte d'état-major, ils arrivent devant La-Ville-aux-Bois qu'ils confondent avec Montcornet. 
Les chars français sont sous le feu de quatre canons de 88 mm de DCA que les Allemands ont déployés comme canons anti-chars vers le sud en réaction aux premières attaques françaises,,. Deux chars D2 sont mis en flamme par les 88 mm. Le char B1 bis Berry-au-Bac du commandant Bescond, chef du 46e bataillon tombe en panne. Vers 18h15, deux chars B1 bis, qui avaient amorcé le repli, sont détruits par un 88 mm. Le commandant Bescond trouve la mort avec sept autres hommes dans le char Sampiero Corso,.
Vers 18 h 30, une attaque de stukas sur les chars français en repli détruit un D2 et 2 B1 bis. Au point de ralliement à Bucy-les-Pierrepont, vers 21 h, un B1 bis contre-attaque une infiltration d'éléments légers allemands et tombe en panne d'essence. Isolé, il est abandonné au lever du jour.

## Bilan de la bataille de Montcornet
Les pertes du côté français sont de quatorze tués, neuf disparus et six blessés ; 23 chars français sur les 85 engagés sont mis hors de combat lors de la bataille, les Allemands ne perdent aucun char, mais de très grandes humaine de l'ordre de un millier d’Allemands mis hors de combat, 130 prisonniers et plusieurs centaines de morts allemands.
De Gaulle écrira : "Il y a sur le terrain plusieurs centaines de morts allemands, nombre de camions ennemis brûlés. Nous avons fait 130 prisonniers. Nous n’avons pas perdu 200 hommes. A l’arrière sur les routes, les réfugiés ont cessé de fuir. Certains même rebroussent chemin car le bruit court dans leurs colonnes que les troupes françaises ont avancé".
Un des enseignements de cette bataille, pour l'armée française, est qu'une grande unité motorisée blindée ne peut obtenir de résultats sans le soutien de l'aviation, la protection de la DCA et l'accompagnement d'unités d'infanterie spécialisées. 
Le principal succès de la bataille de Montcornet est moral. Cette bataille est l'une des rares de la campagne de France où les Français sont parvenus à repousser les troupes allemandes pendant quelques heures. Cependant, il ne s'agit pas du seul engagement de blindés (voir les batailles de Hannut, de Flavion et de Stonne).

## Suites de la bataille
Le lendemain et pendant la journée suivante, de Gaulle renouvelle son attaque, grâce à un renfort d'artillerie, à l'arrivée de nouveaux chars et au réapprovisionnement en essence de sa division, avec pour objectif Crécy-sur-Serre, afin d'essayer de couper l'avance des Allemands sur l'Oise. Les Allemands, qui ont protégé leur flanc sud, ripostent de nouveau au canon de 88 et avec les stukas en piqué, tandis que leur infanterie vient à bout des chasseurs français retranchés à Chambry. Le général Georges donne l'ordre de ne pas poursuivre cette bataille, le déploiement de la 6e armée étant accompli. Après encore une journée de combats, le 20 mai, la 4e division cuirassée passe alors l'Aisne vers le sud, gagne Fismes et se prépare à de nouveaux combats. La bataille de Crécy-sur-Serre n'a abouti à rien.
L'engagement suivant du colonel de Gaulle a lieu à la bataille d'Abbeville sous les ordres du général Weygand.

## Interprétation tactique et stratégique
La bataille est fréquemment interprétée comme une victoire tactique française, bien que s’inscrivant dans un contexte de victoire stratégique allemande. Les objectifs fixés au Colonel de Gaulle et à la 4e division cuirassée n’étaient pas de reprendre durablement le contrôle du terrain, mais de freiner la progression allemande et d’infliger un maximum de pertes à l’adversaire qui fut parfaitement militairement atteint.
À ce titre, l’engagement peut être considéré comme un succès tactique. Malgré des moyens limités, les forces françaises parviennent à désorganiser temporairement la logistique allemande, à capturer 130 prisonniers, et à mettre hors de combat environ 1 000 soldats ennemis, causant plusieurs centaines de morts parmi les troupes allemandes. En comparaison, les pertes françaises sont nettement moindres : 14 tués, 9 disparus, 6 blessés et 23 chars mis hors de combat.
Cet écart significatif dans les pertes témoigne d’une certaine efficacité opérationnelle française sur le plan local. Toutefois, ces résultats n’empêchent pas la poursuite de l’offensive allemande, qui conserve l’initiative stratégique et continue sa progression vers la Manche. Dès lors, bien que la bataille ait permis un coup d’arrêt temporaire et coûteux pour l’adversaire, elle ne modifie pas le cours général de la campagne, ce qui justifie son double statut : victoire tactique française et victoire stratégique allemande.

## Souvenir et commémoration

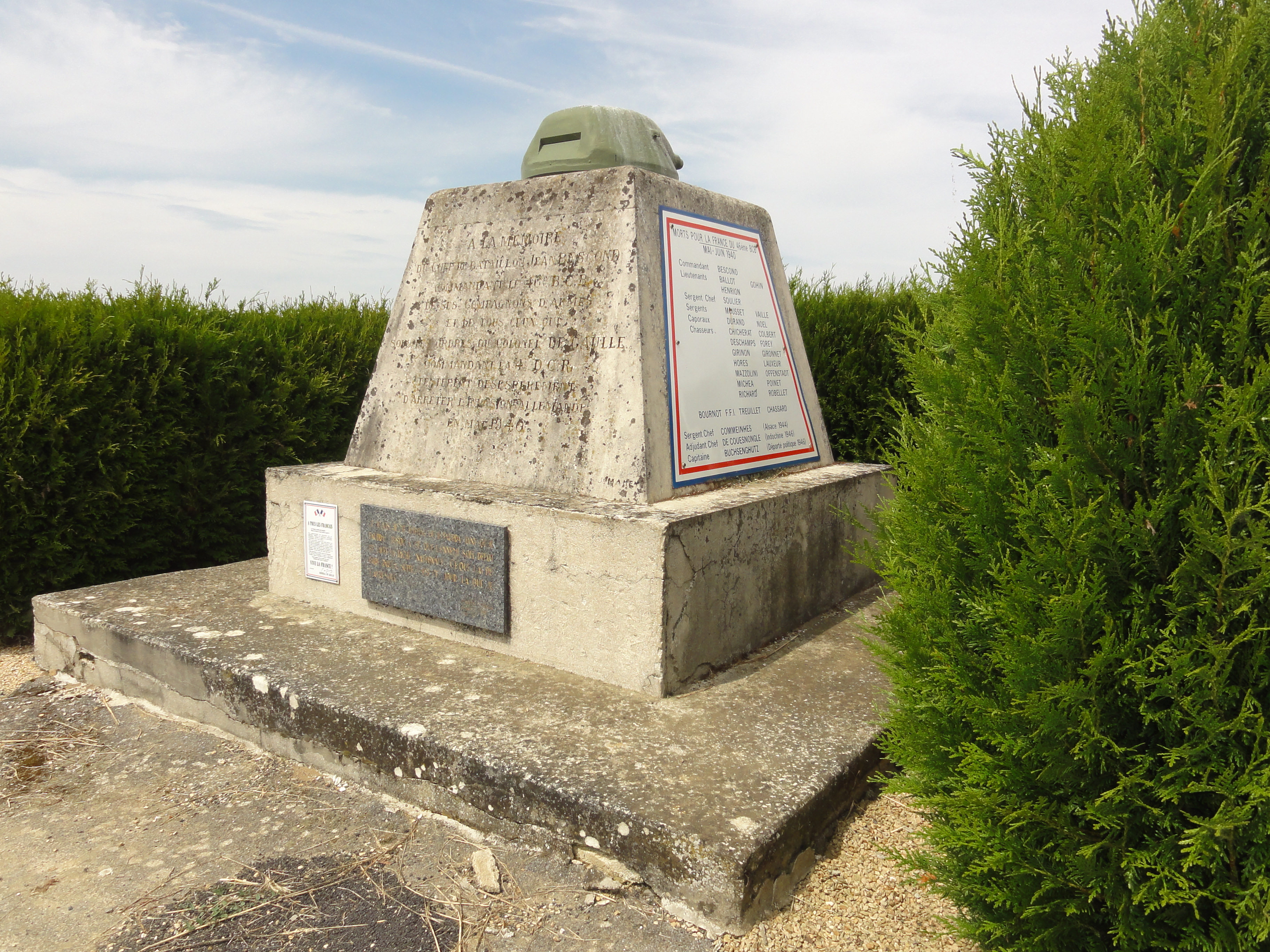
Mémorial du char Sampiero Corso à La Ville-aux-Bois-lès-Dizy.

En 1941 à La Ville-aux-Bois-lès-Dizy, l'équipage du Sampiero Corso est enterré sous un tertre à côté de la carcasse du B1 bis. Après guerre, une stèle, couronnée par le tourelleau du char, est érigée en mémoire des 8 soldats, morts pour la France.
Dans le cimetière de La Ville-aux-Bois-lès-Dizy, un monument aux morts est dédié aux militaires français tués le 17 mai 1940. Un canon de char est posé à côté du monument.
À Montcornet un monument en mémoire de la bataille est couronné par un char AMX-13.
Le 17 mai 2020, à l'occasion du 80e anniversaire de la bataille, le président de la République Emmanuel Macron rend hommage aux combattants de la bataille de France et de la bataille de Montcornet en se rendant devant le monument du 3e RAM à Dizy-le-Gros et en prononçant un discours au mémorial Sampiero Corso à La Ville-aux-Bois-lès-Dizy.